# Adolfo Cubas
Miguel Adolfo Cubas Contreras (Caracas, 2 de diciembre de 1964), es un actor de televisión y cantante venezolano. 
Saltó a la fama en la década de 1980 cuando era integrante de Los Chamos. Después de ahí ha participado en varias obras de teatro y telenovelas.

## Biografía
Cubas se crio en una familia conservadora. Cubas quería ser sacerdote, y asistió a una escuela católica seminario con ese propósito en mente, pero dejó la escuela después de dos años. Ha admitido que más tarde cuando era un adolescente, intentó suicidarse.

## Carrera
Cubas comenzó a involucrarse en el mundo del espectáculo cuando conoció e hizo amistad con los miembros de Los Chamos, una famosa banda de los 80. Cubas llevó a Carlos Baute a involucrarse en Los Chamos, y también se hizo amigo de Menudo Ricky Martin. En 1987, Cubas hizo su debut en la telenovela Roberta en donde interpreta a Nico, el hermano de la protagonista, posteriormente actúa en la telenovela Mi amada Beatriz, que fue una telenovela exitosa en Venezuela y en el resto de América Latina. Cubas participó en la telenovela Abigail, en donde interpreta el personaje de Leonel, que solo apareció en los primeros capítulos, sin embargo en 1989 interpretó el personaje de Nelson Miranda un papel de mayor envergadura en la telenovela Rubí rebelde; todas estas participaciones ocurrieron antes de unirse a Guillermo Dávila y Sonya Smith en Cara sucia de 1992, una de las telenovelas más famosas de Venevisión de todos los tiempos. Al año siguiente protagoniza la telenovela ecuatoriana Angel o demonio, junto a Gigi Zanchetta y María Sol Corral. En 1996 grabó Pecado de amor y debutó en el cine con Tokyo-Paraguaipoa. En 1997 se convirtió en Emilio, un abogado sin escrúpulos, en Sol de tentación, junto a Natalia Streignard. El actor se mudó a Miami en 1999, donde grabó Enamorada, pero meses vuelve a Venezuela para la telenovela Toda mujer. En 2001 viajó a la Argentina para participar en la telenovela Ilusiones, protagonizada por Oscar Martínez, Catherine Fulop, Julieta Díaz y Patricio Contreras e hizo una participación especial en la película argentina Nada por perder. Después de Ser bonita no basta en 2005, El desprecio en 2006 y Mi prima Ciela en 2007, se dedicó unos meses al teatro y en 2008 regresó con La vida entera y luego con Dulce amargo en 2012. Desde 2015 hasta 2016 se desempeñó como jurado del concurso Generación S de Súper sábado sensacional. Participó en una producción de Playboy Channel Latino que se realizó en Perú.

## Vida personal
En 1998 se divorcia. Adolfo Cubas tiene una hija que nació en 1987. En 2003, Adolfo Cubas sacó un libro de su autobiografía. En 2005, se le extirpa un tumor cerebral que estuvo a punto de terminar con su vida. Una vez recuperado, tuvo que soportar las críticas por haber agradecido públicamente al expresidente Hugo Chávez por su ayuda debido a que el seguro no cubría la intervención y no podía pagarla, siendo Chávez quien hizo que lo operaran en el Hospital Militar de Caracas. En 2010 tuvo una polémica de haber tenido alguna clase de relación con Ricky Martin. Se rumoreaba que estuvo en pareja con la actriz venezolana Mimí Lazo. Muchas veces la sexualidad de Adolfo Cubas fue cuestionada y él dijo en una entrevista "Yo no le tengo que responder nada a nadie". El 18 de mayo de 2013 se convirtió en el padrino de una niña llamada Roiderlyn Martínez.

## Televisión
| Año       | Título                | Personaje                        | Canal                    | Notas                  | País                       |
| --------- | --------------------- | -------------------------------- | ------------------------ | ---------------------- | -------------------------- |
| 1987      | Roberta               | Nico Domínguez                   | RCTV                     |                        | Venezuela                  |
| 1987-1988 | Mi amada Beatriz      | Miguel Ángel                     | RCTV                     |                        | Venezuela                  |
| 1988-1989 | Abigaíl               | Leonel Santana                   | RCTV                     |                        | Venezuela                  |
| 1989      | Rubí rebelde          | Nelson "El Niño" Miranda         | RCTV                     |                        | Venezuela                  |
| 1990-1991 | De mujeres            | Rafael Fucho Izaguirre           | RCTV                     |                        | Venezuela                  |
| 1992      | Cara sucia            | Antonio González De la Vega      | Venevisión               |                        | Venezuela                  |
| 1992-1993 | Lucerito              |                                  | Jorge Barón Televisión   | Participación especial | Colombia                   |
| 1993-1994 | Ángel o Demonio       | Jaime Andrés                     | Ecuavisa                 |                        | Ecuador                    |
| 1994      | María Celeste         | Horacio                          | Venevisión               |                        | Venezuela                  |
| 1995-1996 | Dulce enemiga         | Ulises Romano                    | Venevisión               |                        | Venezuela                  |
| 1996      | Pecado de amor        |                                  | Venevisión               | Participación especial | Venezuela                  |
| 1996-1997 | Sol de tentación      | Emilio Berdugo                   | Venevisión               | Antagonista            | Venezuela                  |
| 1999-2000 | Enamorada             | Rafael Orozco                    | Venevisión Internacional | Antagonista            | Venezuela · Estados Unidos |
| 2000      | Toda mujer            | Renato Chacín                    | Venevisión               |                        | Venezuela                  |
| 2000-2001 | Amantes de luna llena | Macedonio Borges                 | Venevisión               |                        | Venezuela                  |
| 2001      | Ilusiones compartidas | Rolando Alfaro Moreno            | El Trece                 |                        | Argentina                  |
| 2002      | Mambo y canela        | Franco                           | Venevisión               |                        | Venezuela                  |
| 2003      | Rebeca                | Natalio Gil                      | Venevisión Internacional |                        | Venezuela                  |
| 2004      | Cosita rica           | Mocho ni ni                      | Venevisión               |                        | Venezuela                  |
| 2005      | Ser bonita no basta   | Justo Olavarría                  | RCTV                     |                        | Venezuela                  |
| 2006      | El desprecio          | Cirílo Santamaría                | RCTV                     |                        | Venezuela                  |
| 2007      | Mi prima Ciela        | Esteban Espinoza                 | RCTV                     |                        | Venezuela                  |
| 2008-2009 | La vida entera        | Javier                           | Venevisión               |                        | Venezuela                  |
| 2012      | Dulce amargo          | Dr. Relicario Ángulo             | Televen                  |                        | Venezuela · Estados Unidos |
| 2014      | Los secretos de Lucía | Cabo Segura                      | Venevisión               |                        | Venezuela                  |
| 2014      | Corazón esmeralda     | Rodrigo Beltrán                  | Venevisión               |                        | Venezuela                  |
| 2015      | Guerreras y Centauros | Canelón Bocanegras "Abracadabra" | Tves                     |                        | Venezuela                  |
| 2015-2016 | Vivir para amar       | Pedraza                          | Tves                     | Antagonista            | Venezuela                  |

### Programas de televisión
| Año       | Programa               | Canal      | Notas                 |
| --------- | ---------------------- | ---------- | --------------------- |
| 2000-2012 | La Guerra de los Sexos | Venevision | Competidor recurrente |
| 2015-2016 | Generación S           | Venevision | Jurado                |

## Películas
- Nada por perder, 2001